# Nicole Ramalalanirina
Nicole Ramalalanirina (Antananarivo, Madagáscar, 5 de março de 1972) é uma antiga atleta francesa, de origem malgaxe, especialista em provas de barreiras altas. Representou o seu país natal até 1998, altura em que optou pela nacionalidade francesa.
Nicole sagrou-se campeã africana em 1993 e foi medalhada de bronze nos Campeonatos Mundiais em Pista Coberta de 2001, disputados em Lisboa.
Das suas quatro participações olímpicas, destacam-se o 6º lugar obtido na final dos 100 m barreiras nos Jogos de Sydney 2000 e a participação numa das semi-finais nos Jogos de Atenas 2004.
Os seus recordes pessoais são de 12.76 s nos 100 metros barreiras e de 7.89 s nos 60 metros barreiras.